# جيم ميتكالف (صحفي)
جيم ميتكالف (بالإنجليزية: Jim Metcalf)‏ هو صحفي وشاعر أمريكي، ولد في 11 مايو 1927 في بوركبورنت في الولايات المتحدة، وتوفي في 8 مارس 1977.